# Leptopelis flavomaculatus
Espèce
Synonymes
- Hyperolius flavomaculatus Günther, 1864
- Hylambates johnstoni Boulenger, 1897
- Leptopelis barbouri Ahl, 1929

Statut de conservation UICN

 LC  : Préoccupation mineure
Leptopelis flavomaculatus est une espèce d'amphibiens de la famille des Arthroleptidae.

## Répartition
Cette espèce se rencontre du niveau de la mer jusqu'à 2 000 m d'altitude dans le sud-est du Kenya, en Tanzanie, au Malawi, dans le nord du Mozambique et dans l'est du Zimbabwe.

## Description
Les mâles mesurent de 44 à 50 mm et les femelles de 60 à 70 mm.

## Publication originale
- Günther, 1864 : Report on a collection of reptiles and fishes made by Dr. Kirk in the Zambesi and Nyassa regions. Proceedings of the Zoological Society of London, vol. 1864, p. 303-314 (texte intégral).